# Apologie der Geschichtswissenschaft oder Der Beruf des Historikers

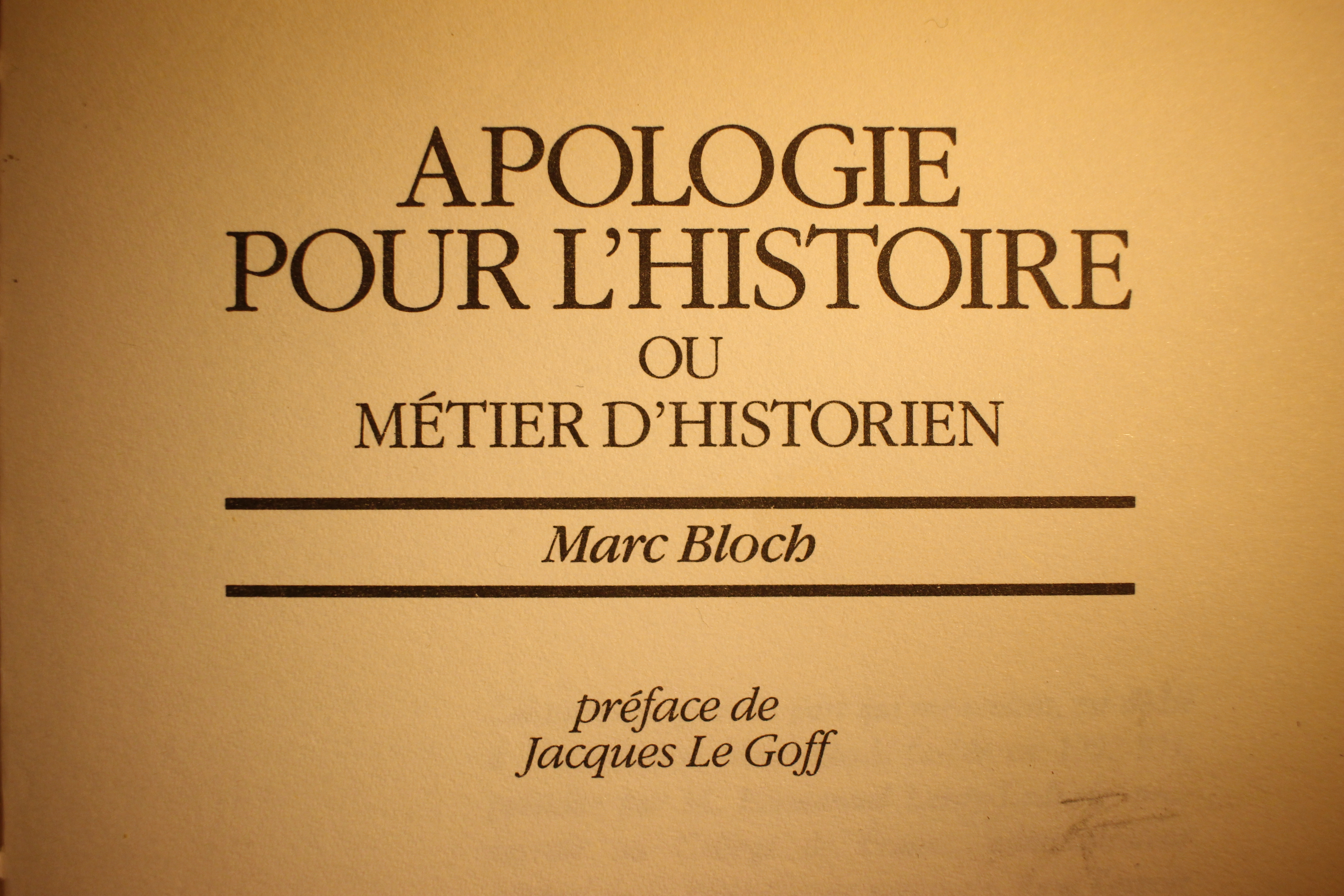

Apologie der Geschichtswissenschaft oder Der Beruf des Historikers ist ein Buch des französischen Historikers Marc Bloch. Bloch diskutiert darin die moderne Geschichtsforschung mit ihren Zielen, Grenzen und Methoden, aber auch das Selbstverständnis der Historiker sowie ihre Denkweise.
Das Werk wurde zwischen 1941 und 1943 verfasst. Es blieb unvollendet, da Bloch 1944 von der Gestapo erschossen wurde. Die erste Ausgabe mit dem Titel Apologie pour l’Histoire ou Métier d’Historien wurde im Jahr 1949 von Lucien Febvre herausgegeben, der zu Blochs Freunden zählte. Febvre standen jedoch nicht alle Manuskripte zur Verfügung, und er nahm einige Änderungen am Text vor. Zum fünfzigjährigen Jubiläum des Buches wurde von Étienne Bloch, einem Sohn von Marc Bloch, eine Ausgabe mit neu aufgetauchten Schriftstücken und ohne Febvres Eingriffe herausgebracht. 2002 gab Peter Schöttler eine neue deutsche Ausgabe heraus, die auf der Edition von Étienne Bloch beruht.

## Inhalt

### Kapitel 1: Die Geschichte, die Menschen und die Zeit
Am Anfang war das Wort. So ähnlich beginnt Bloch sein erstes Kapitel. Das Wort Geschichte oder Historia sei ein Wort, das seine Bedeutung in den zweitausend Jahren seiner Existenz stetig verändert habe und doch immer noch das Gleiche meine. Im weiteren Verlauf des Kapitels geht Bloch auf die verschiedenen Arten von Geschichte ein und stellt fest, dass es beispielsweise eine Geschichte der Vulkanausbrüche gibt, die zwar für Geophysiker von höchstem Wert ist, mit dem Beruf des Historikers jedoch nichts zu tun habe. Es gibt jedoch Überschneidungen, wo ein Forschungsgebiet ein anderes ergänzen kann. Er bringt dazu das Beispiel eines Meerbusens, der im 10. Jahrhundert tief in die Küste Flanderns griff, später aber versandete und dort die Geschichte der Geologie aber auch der Menschen prägte. Und dort wird es auch zu einer für den Historiker interessanten Entwicklung. Anhand solcher Beispiele soll gezeigt werden, wie abhängig unterschiedliche Disziplinen letztlich voneinander sind. Bloch stellt also eine vage Definition von Geschichte auf: „Geschichte ist die Wissenschaft von Menschen“.
Ein weiterer wichtiger Aspekt ist die Zeit. Wer Menschen erforscht, ist eher Soziologe als Historiker. Erst wenn der Mensch in eine Zeit eingebettet ist und man diese zeitlichen Unterschiede, in denen eine Gesellschaft lebt oder gelebt hat, in Betracht zieht, kann man von Geschichte als solche reden. Die Definition erweitert sich also wie folgt: „Die Geschichte ist die Wissenschaft vom Menschen in der Zeit“.
Mit dem Begriff der Zeit kommt jedoch auch die Frage nach dem Ursprung, einem gemäß Bloch problematischen Begriff. Nur schon die Definition des Wortes bringt Schwierigkeiten mit sich: ist der Anfang oder sind die Ursachen gemeint? Ungeachtet wofür man sich entscheidet, es wird noch komplizierter, denn wo wäre dann der Anfang? Wie datiert man einen Anfang, den man nicht kennt? Mit den Ursachen ist dasselbe. Wir können nicht so weit in der Zeit zurückgehen, als dass wir den Ursprung des Universums erklären könnten und selbst wenn, wer sagt, dass davor nicht andere Ursachen und Anfänge am Werk waren? Und doch gehen die beiden Interpretationsmöglichkeiten Seite an Seite.
Bloch verdeutlicht dies wiederum an einem Wortbeispiel, nämlich an der Bedeutungsveränderung von timbre und bureau. Ersteres war ursprünglich das Wort für eine Trommel und nicht für eine Briefmarke. Nun begnügen sich nach Blochs Ansicht zu viele Leute damit zu wissen, was die ursprüngliche Bedeutung des Wortes ist. Die Entwicklung an sich wird übersprungen, obwohl doch diese Veränderung zu erklären sein muss. Womit wir wieder bei Anfang, Ursache und vor allem Zeit wären.
Diese Begriffe haben sich über die Zeit verändert, und dort liegt der Schlüssel, um den Anfang sowie die Ursache für die Weiterentwicklung zu finden: nämlich die Betrachtung des Dinges und der Menschen in der Zeit.
Ausgehend von der Zeit kommt Bloch zu einem weiteren Problem, nämlich der Beziehung zwischen Gegenwart und Vergangenheit. Wenn man kleinlich sein möchte, gibt es praktisch keine Gegenwart, weil sie stetig vorübergeht. Bloch lässt sich hier jedoch auf einen Kompromiss ein und weitet die Gegenwart auf die „unmittelbare Vergangenheit“ aus. Das Problem zeigt sich schnell, wenn Historiker einen Zeitausschnitt in der Geschichte untersuchen, dann müssen sie gezwungenermaßen auch die Vergangenheit dieser Zeit ins Auge fassen. Einige Historiker machen es sich einfach und beschränken sich auf die These, die Gegenwart entstehe aus sich selbst und sei auch aus sich selbst erklärbar. Dem hält Bloch jedoch die alten griechischen Historiker wie Herodot oder Thukydides entgegen, die nicht einmal im Traum angenommen hätten, „dass zur Erklärung des Nachmittags die Kenntniss des Vormittags voll und ganz genüge“.
Der Unterschied zu den alten Griechen besteht wie bereits mehrfach erwähnt in der Zeit. Bloch macht die rasante technologische Entwicklung, jedenfalls teilweise, dafür verantwortlich, dass die Unterschiede zwischen den Generationen so groß wurden, dass man die Ansicht teilen mag, sie nicht aus vorhergehenden erklären zu können.

### Kapitel 2: Die historische Beobachtung
Im zweiten Kapitel will Bloch sich der Erforschung der Vergangenheit widmen. Er vergleicht die Aufgabe des Historikers mit der eines Richters, der ein Verbrechen zu „rekonstruieren versucht, das er selbst nicht mitangesehen hat...“. Der Zugang zum Untersuchungsgegenstand, der Vergangenheit, ist also „indirekt“. Dementsprechend sind Informationen, die wir aus der Vergangenheit ziehen, notwendigerweise aus zweiter, wenn nicht sogar dritter oder vierter Hand. Das macht die detaillierte Berichterstattung auf einmal sehr ungenau und fragwürdig. Hinzu kommt, dass wir heute nur das ausgehändigt bekommen, was die Menschen in jener Zeit uns zeigen wollten. Wir kennen wohl verschiedene Ansichten, doch haben sie alle eines gemeinsam: Sie sind subjektiv verfasst worden. Verzichten kann die Geschichtswissenschaft dennoch nicht auf sie, denn wenn wir nur nach Spuren von Menschen suchen, finden wir wohl Skelette und Tongefäße, doch sagt uns das lediglich, dass Menschen dort waren und so gut wie gar nichts über die Anfänge und Gründe ihres Daseins.
Weiterhin geht Bloch auf die Quellen ein, welche wir heute verwenden, um Geschichte zu rekonstruieren. Diese sind namentlich die narrativen Zeugnisse und die „Zeugen wider Willen“. Mit narrativ sind Dokumente gemeint, die nur der Informationsverbreitung dienen. Sie sollen den gegenwärtigen oder zukünftigen Leser über Geschehnisse in Kenntnis setzen. Die Zeugen wider Willen sind gemäß heutiger Ansicht die verlässlicheren Quellen. Es sind dies öffentliche Dokumente wie Gerichtsurteile oder Baupläne, die in ihrem ursprünglichen Zweck zwar informierten, jedoch nicht gewollt an jemanden gewandt sind. 
Von den Zeugnissen der Vergangenheit geht Bloch fließend zum Umgang mit diesen über. Er widerspricht der gängigen Vorstellung, Historiker würden alte Texte und Dokumente einfach lesen und auf Echtheit überprüfen, um dann daraus Schlüsse zu ziehen und sie auszuwerten. „Kein Historiker ist je so vorgegangen“, sagt Bloch dazu. Am Anfang einer historischen Forschung steht bereits eine Fragestellung, auch wenn diese optimalerweise sehr offen gestellt ist, um auf verschiedene Quellen eingehen zu können. 
Diese verschiedenen Quellen sind unerlässlich, um sich mit einem geschichtlichen Thema näher auseinanderzusetzen. Der Pool von unterschiedlichen Zeugnisarten ist derweil riesig und wenig überschaubar. Alles, was irgendwann mit Menschen in Berührung gekommen ist, kann zwangsläufig etwas darüber aussagen. Der Trick ist, die richtigen Fragen zu stellen und flexibel in der Methodik zu sein.
Nun kommt Bloch zu einem unerlässlichen Teil der historischen Arbeit, dem Sammeln der richtigen Dokumente, also jener Zeugnisse, die man für wichtig erachtet. Dies geschieht heutzutage vorzugsweise mit allerlei Hilfsmitteln wie Bibliothekskatalogen etc., ohne die eine historische Arbeit bereits zu Blochs Zeiten um einiges schwieriger gewesen wäre, wenn auch der technologische Fortschritt diese seit der Erstausgabe des Buches noch einmal um einiges vereinfacht hat.

### Kapitel 3: Die Kritik
Zu Beginn des dritten Kapitels geht Bloch auf die Schwierigkeit des Urteilens ein. Ein Augenzeugenbericht kann ebenso falsch sein wie eine gefälschte Urkunde. Lange blieb dieses Problem in der Geschichtswissenschaft ungelöst. Erst im 17. Jahrhundert mit der Erfindung der Urkundenkritik und Montaigne, welcher sagte, die Aufgabe der Historiker ist nicht die Prüfung auf Echtheit, sondern die Darstellung der Vergangenheit, so wie die Quellen sie zeigen, ungeachtet ihrer Echtheit. Trotzdem etabliert sich die Kritik als Methode in beinahe allen Disziplinen. Der Zweifel als Weg zur Erkenntnis kannte auch Descartes, jedoch betont Bloch, dass diese Zweifel nicht gleich seien. Descartes Zweifel sind mathematisch, während der kritische Zweifel in der Geschichtswissenschaft sich durch Wahrscheinlichkeiten an die Wahrheit heranzutasten versucht.
Des Weiteren führt Bloch aus, wie sich die Historiker selbst „ein Bein stellten“, indem sie die Kritik als ein Wunderwerkzeug ansahen und erst im 19. Jahrhundert den historischen Beruf wieder an die Werkbank und weg von den theoretischen Zweifeln holten. Das Maß der richtigen Kritik scheinen wir aber auch heute noch nicht vollständig gefunden zu haben, wenn wir Bloch glauben wollen.
Als nächstes Thema geht Bloch die Fußnoten in der historischen Literatur an. Er erklärt die Notwendigkeit von Fußnoten, die manchen Außenstehenden verwirren, indem er noch einmal betont, dass eine Behauptung nur aufgestellt werden darf, wenn sie nachprüfbar ist, und genau deswegen braucht es also Fußnoten und ein Literaturverzeichnis, denn jede Behauptung setzt sich dem Risiko aus, sogleich widerlegt zu werden.
Zurück zur Kritik. Selbst wenn ein Dokument ein Datum aufweist, muss man anhand von Schrift, Sprache, Inhalt und Eindruck überprüfen, ob das Dokument überhaupt in die Zeit passt, aus der es stammen soll. Die Arbeit mit Quellen erfordert also ein hohes Maß an Zweifel und Scharfsinn, um auch Dinge zu sehen, welche der Verfasser verschweigen oder anders darstellen wollte. Ausgehend von diesen Daten zeigt Bloch zwei Arten von Betrug auf, den inhaltlichen und den über Datum und Verfasser. Wendet man sich der zweiten Art von Betrug zu, bleibt zu untersuchen, ob es wirklich um eine Fälschung handelt. Dann kann angenommen werden, dass der Inhalt ebenfalls falsch ist. Handelt es sich jedoch um eine Kopie, die ein verloren gegangenes Original ersetzen soll, sieht die Sache anders aus. Die Fälschung sagt in diesem Falle die Wahrheit. Aber selbst wenn eine Fälschung vorliegt, kann die entsprechende Quelle sehr aufschlussreich sein, wenn der Historiker die Motive dahinter entschlüsseln kann. Es beginnt also eine neue, jedoch auf der alten basierende Fragestellung.
Auf der anderen Seite gibt es die weniger offensichtliche Täuschungen, denen ein Leser zum Opfer fallen kann. Es sind dies Ausschmückungen oder Einschübe, welche das eigentlich Richtige verfälschen und schließlich zu einer Lüge machen. Hinzu kommt noch die schlichte Unperfektheit und Unwissenheit eines Menschen, der guten Glaubens und in bestem Wissen und Gewissen die Wahrheit schreibt, die aber schlichtweg auf falschen Informationen beruht. Das sind mitunter die heimtückischsten Irrtümer der Geschichtswissenschaft. Bei solchen Fehleinschätzungen kann es sich jedoch wiederum um eine wertvolle Information für den Historiker handeln, denn Irrtümer und Fehlweisheiten entstehen vor allem dann, wenn sich diese mit der allgemeinen Meinung jener Zeit deckten. So können sie über die allgemeine Stimmung in der Bevölkerung einiges aussagen, wenn man sie nur richtig entschlüsseln kann.
Am Ende des dritten Kapitels kommt Bloch zu der nach wie vor wichtigsten Methode der Geschichtswissenschaft: der Quellenkritik. Er steigt sogleich mit einem elementaren Teil ein, dem Vergleich, der, wie Bloch schreibt, „die Grundlage nahezu jeder Kritik bildet“. Wie bereits vorhin erwähnt, überprüft man Schrift, Sprache, Eindruck und Wissen der Zeit, aus der ein Untersuchungsgegenstand stammen soll. Man vergleicht die Dinge, die man bereits über die Zeit hat, mit dem, was man vor sich hat. Stimmt dieser Vergleich, ist das Zeugnis zuverlässig. Gleichzeitig kann eine zu starke Ähnlichkeit auch genau das Gegenteil beweisen. Bloch nennt hier das Beispiel zweier identischer Skulpturen, die eine Kriegshandlung darstellen. Nun geht man automatisch davon aus, dass eine der beiden eine Fälschung beziehungsweise eine Replik der anderen ist und stempelt nur eine als echt ab. Dort blieb nur die Möglichkeit nach Fehlern zu suchen, die ein Fälscher möglicherweise aus Unwissenheit gemacht hat.
Zum Schluss kehrt Bloch zur Abschätzung der Wahrscheinlichkeit zurück und zeigt an unterschiedlichen Beispielen auf, dass eine Wahrscheinlichkeit zwar theoretisch nicht in der Vergangenheit berechnet werden kann, dass Historiker jedoch oft darauf zurückgreifen, um die Möglichkeit der „wahren Geschichte“ ein wenig näher zu kommen.

### Kapitel 4: Die historische Analyse
Wieder steigt Bloch mit einem bzw. zwei Problemen ein: „die Unparteilichkeit des Historikers und die Geschichtsschreibung als Versuch der Reproduktion oder der Analyse“. Die Unparteilichkeit ist insofern problematisch, als dass der Historiker sich selbst fast vergessen muss, um kein vorschnelles Urteil zu fällen und die Tatsachen in diese Richtung zu verschleiern. Bloch kommt zum Schluss, dass der Historiker „verstehen“ muss.
Um zu verstehen, muss man zuerst einmal ordnen, das ist die menschliche Natur, ohne die eine Geschichtsschreibung gar nicht erst möglich wäre. Trotzdem kommt mit der Ordnung von Dingen auch die Gefahr, dass man das Ganze, nämlich das Bewusstsein des Menschen aus den Augen verliert und die verschwimmenden Grenzen zu klar zu trennen versucht. Nach dieser Ausführung kommt Bloch auf das Thema der Nomenklatura zu sprechen. Alles hat einen Namen, und was keinen hat, dem wird einer gegeben. Obwohl sich die Gegenstände stark verändern, bleibt der Name erhalten. Bloch nennt hier das Beispiel des „Wagens“. Wenn wir diesen Begriff heute verwenden, denken die meisten an ein Auto, es könnte aber auch eine Pferdekutsche sein. Hier zeigt sich ein weiteres Problem der Geschichtswissenschaft: die Sprache. Wenn Historiker mit alten Dokumenten arbeiten, treffen sie vermehrt auf alte, teilweise sogar tote Sprachen. Nun erklärt der Geschichtswissenschaftler nun mal mit Sprache, und zwar seiner eigenen. Solange alltägliche Dinge in alten Dokumenten auftauchen, gibt es keine Probleme. Diese entstehen erst dort, wo die Kultur und somit auch die Sprache des Historikers mit derjenigen der Quelle nicht mehr übereinstimmt. Einen solchen Sprach- und Kulturbruch überstehen nicht alle Quellen unbeschadet. 
Weiter geht Bloch über zu den Epochen und ihren Einteilungen. Wie er schreibt, hat sich eine Art der Gliederung lange erhalten: Die Chronik der Herrscher. Eroberungen großer Reiche begrenzten Epochen und innerhalb dieser Reiche bildete die Abfolge der Monarchen die Einteilung der Zeit. Sie war insofern praktisch, als dass ein solch einschneidendes Ereignis wie eine Krönung oder eine Revolution zeitlich sehr genau zu datieren war.
Eine neuere Art der Teilung sind gemeinsame Merkmale einer bestimmten Zeit, so zum Beispiel die Zeit der Feudalherrschaft. Eine schlechte Mode nennt Bloch hingegen das Einteilen in Jahrhunderte, welche für ihn unglaublich unsinnig erscheint, da sich eine Gesellschaft nicht von einem Tag auf den anderen verändert nur weil ein neues Jahrhundert anbricht. Auch mit der Einteilung mithilfe der Generationen tut sich Bloch schwer. Generationen greifen zu oft ineinander, und ein Ereignis kann verschiedene Generationen prägen. Zum Schluss des vierten Kapitels stellt Bloch fest, dass die Geschichte eine Art der Zeitmessung braucht, die sich ihrem unsteten Rhythmus anpassen kann und in diesem Sinne nie mit der Uhrzeit übereinstimmen wird.

### Kapitel 5: Ohne Titel
Im letzten und nicht vollständigen Kapitel geht Bloch auf das kategorisierende Denken des Menschen ein, auch dies eine Frucht unserer „rationalen“ Natur. Kausalbeziehungen scheint der Mensch am liebsten zu haben, doch nicht alles lässt sich in ein solches Ursache-Wirkungs-Geflecht einbetten, und viel zu oft gehen dabei die Fragen nach dem Warum verloren. Ursachen sind in der Geschichte nicht nur Motive, sondern auch äußerliche Veränderungen, die eine Gesellschaft prägen können, wie beim anfangs erwähnten Beispiel des Meerbusens. Folglich lassen sich keine allgemein gültigen Kausalbeziehungen herstellen, da Menschen nicht immer gleich auf Gleiches reagieren.

## Kritik und Rezensionen
Nach Michael Stürmer bleibt das Buch ein Torso. Er wertet es als „eine Bilanz des historischen Denkens, der Dialog eines schöpferischen Historikers mit seinem Fach oder, wie Bloch an einer Stelle im abschiednehmenden Imperfekt schrieb: ‚Das Notizbuch eines Handwerkers, der es liebte, über seine Arbeit nachzudenken.‘“
Das unvollendete Buch wird heute gelegentlich als eine der besten Einführungsbücher in die Methoden der Geschichtswissenschaften betrachtet. Es wurde bisher in acht Sprachen übersetzt mit einer Gesamtauflage von 450.000 Exemplaren.

„Dieses unvollendet gebliebene Buch ist zugleich ein Meisterwerk der Geschichtsschreibung und ein historischer Akt.“

„Für Studierende und alle, die erfahren möchten, worum es in dieser Wissenschaft geht, [...] eine vorzügliche, vielleicht die beste Einführung.“

## Ausgaben
- Apologie pour l’histoire ou métier d’historien. Une nouvelle édition critique, préparée par Étienne Bloch. 1993.
- Apologie der Geschichtswissenschaft oder Der Beruf des Historikers. Nach der von Étienne Bloch edierten französischen Ausgabe herausgegeben von Peter Schöttler. Vorwort von Jacques Le Goff. Aus dem Französischen von Wolfram Bayer, Stuttgart 2002.

### Rezensionen
- Marie Theres Fögen: Das historische Buch. Professionelle Menschenfresser. Marc Bloch zum Beruf des Historikers. In: Neue Zürcher Zeitung, 21. August 2002, S. 54
- Peter Fuchs: Rezension von Apologie der Geschichtswissenschaft oder Der Beruf des Historikers. In: Historische Zeitschrift, Bd. 276, H. 3, 2003
- Stefan Rebenich, Fräser und Geigenbauer: Marc Blochs Apologie der Geschichte in einer neuen Ausgabe, In: Süddeutsche Zeitung, 10. Juli 2002
- Rudolf Walther: Geschichtswissenschaft für den Menschen. In: Tagesanzeiger, 8. Juli 2002, S. 42.